# Operació Saturn
L'Operació Saturn va ser una operació de l'Exèrcit Roig al Front Oriental de la Segona Guerra Mundial, que tingué lloc entre desembre de 1942 i febrer de 1943 a les regions soviètiques del nord del Caucas i del Donets.
L'èxit de l'Operació Urà, llançada el 19 de novembre de 1942, havia atrapat a 300.000 soldats del VI Exèrcit alemany del General Paulus i del 4t Exèrcit Panzer a Stalingrad. Per explotar aquesta victòria, la STAVKA planejà una campanya d'hivern formada per tot d'operacions ofensives altament ambicioses, amb nom clau Saturn.

## Operació Petit Saturn: desembre 1942
La primera etapa (un intent de tallar el Grup d'Exèrcits A al Caucas) va haver de revisar-se a correcuita quan el Mariscal von Manstein llançà l'Operació Tempesta d'Hivern el 12 de desembre, intentant rescatar les tropes atrapades a Stalingrad. Mentre que el 2n Exèrcit de la Guàrdia del General Malinovski bloquejava l'avanç alemany cap a Stalingrad, el pla modificat Operació Petit Saturn va ser llançat el 16 de desembre.
L'operació consistí en un moviment de pinces que amenaçava tallar les forces de relleu. El 1r Exèrcit de la Guàrdia del General Fiodor Kuznetsov i el 3r Exèrcit de la Guàrdia del General Dmitri Leliuixenko van atacar des del nord, encerclant a 130.000 soldats del 8è Exèrcit italià al riu Don i avançant cap a Millerovo (Manstein envià la 6a Divisió Panzer per ajudar els italians, quedant 45.000 supervivents dels 130.000 que havien quedat encerclats, per unir-se als panzers a Txerkovo el 17 de gener). Al sud, l'avanç del 28è Exèrcit del General Gerasimenko amenaçava d'encerclar el 1r Exèrcit Panzer, i el 51è Exèrcit del General Trufanov atacava directament la columna de relleu. En un veloç atac, el 24 de desembre, els tancs del 24è Cos Blindat havien arribat a Tatsinkaya, la base aèria més propera a Stalingrad, des d'on la Luftwaffe havia estat portant subministraments a les tropes assetjades. Els tancs soviètics van endinsar-se a través de tempestes de neu a la base, estant-s'hi durant hores, destruint els avions de transport alemanys a plaer.
Amb la columna de relleu sota l'amenaça de quedar encerclada, Manstein no tingué cap més opció que retirar-se fins a Kotelnikovo el 29 de desembre, havent d'abandonar a la seva sort als alemanys encerclats a Stalingrad (dels 300.000 soldats encerclats només en sobreviurien 90.000 per ser capturats com a presoners, i dels quals només 5.000 viurien per tornar a Alemanya). L'abast limitat de l'ofensiva soviètica també donà temps al General von Kleist per retirar al seu Grup d'Exèrcits A del Caucas i fer-lo retirar fins a Rostov.

## Segona Etapa: gener de 1943
La segona etapa d'operacions s'inicià el 13 de gener de 1943 amb un atac de 4 exèrcits del Front de Vorónej del General Gólikov que encerclà i destruí al 2n Exèrcit Hongarès prop de Svoboda. Un atac sobre el 2n Exèrcit alemany més al nord també amenaçà amb l'encerclament; però tot i que pogué escapar, va veure's obligat a retrocedir, i pel 5 de febrer, les tropes del Front de Vorónej s'apropaven a Kursk i a Khàrkiv.

## Tercera etapa: febrer de 1943
Amb els exèrcits alemanys retirant-se en plena desbandada a través del sud d'Ucraïna, la tercera etapa era una ambiciosa operació del Front de Vorónej per avançar cap a Dniepr i encerclar al 2n Exèrcit, i pels Fronts Sud i Sud-oest per capturar Voroxilovgrad i dirigir-se al sud, direcció el Mar d'Azov per encerclar el Grup d'Exèrcits A de Kleist i el Grup d'Exèrcits Don de Manstein.
Aquestes operacions van començar bé: Kursk va ser capturada el 8 de febrer de 1943, Khàrkiv el 16 de febrer i Rostov va ser abandonada el 18 de febrer. Entre el Grup d'Exèrcits A (ara reduït a un petit cap de pont a la península de Kerch) i el Grup d'Exèrcits Don s'havia creat un buit, i el 1r Exèrcit de la Guàrdia de Fiodor Kuznetsov amenaçava de dirigir-se cap a un altre buit entre el Grup d'Exèrcits Don i el Grup d'Exèrcits Centre de Günther von Kluge, a través de Dnepropetrovsk. A més, la rendició de Stalingrad el 2 de febrer de 1943 alliberava el Front del Don de Konstantin Rokossovski per a noves operacions.
Per a continuar l'èxit a Kursk, es preparà un ambiciós pla per atacar al Grup d'Exèrcits Centre al sortent d'Orel, abans de girar cap a Briansk. Aquest cop, això no obstant, l'estat major general soviètic va demanar més del que les seves exhaustes tropes podien oferir. Les dificultats logístiques per desplegar els exèrcits que venien de Stalingrad (a 650 km) a l'oest van retardar l'inici de l'ofensiva fins al 25 de febrer. I una tenaç defensa alemanya va fer que només s'assolissin guanys menors a l'oest de Kursk i cap a Orel.
Mentrestant, per tal de salvar la posició al sud, l'OKW va prendre la decisió d'abandonar el sortent de Rjev, prop de Moscou, per tenir tropes per enviar a la Ucraïna oriental. La contraofensiva de Manstein, realitzada per tropes panzer SS especialment equipades amb els nou tancs Tiger, van iniciar el combat el 20 de febrer de 1943, lluitant entre Poltava i fins a Khàrkiv a la tercera setmana de març, tot just fins que el fang de la primavera intervengué. Això deixà una protuberància al front davant de Kursk, la qual portà a la batalla de Kursk al juliol.